# جوشوا غرينبيرغ
جوشوا غرينبيرغ (بالإنجليزية: Joshua Greenberg)‏ هو أكاديمي أمريكي، ولد في 1976 في أتلانتا في الولايات المتحدة.